# Lakshmibai

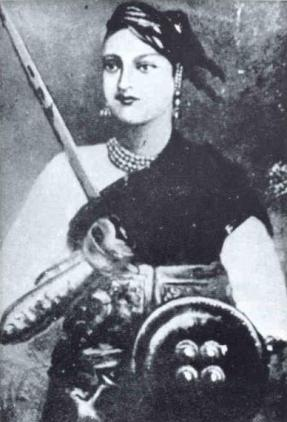
Die Rani von Jhansi

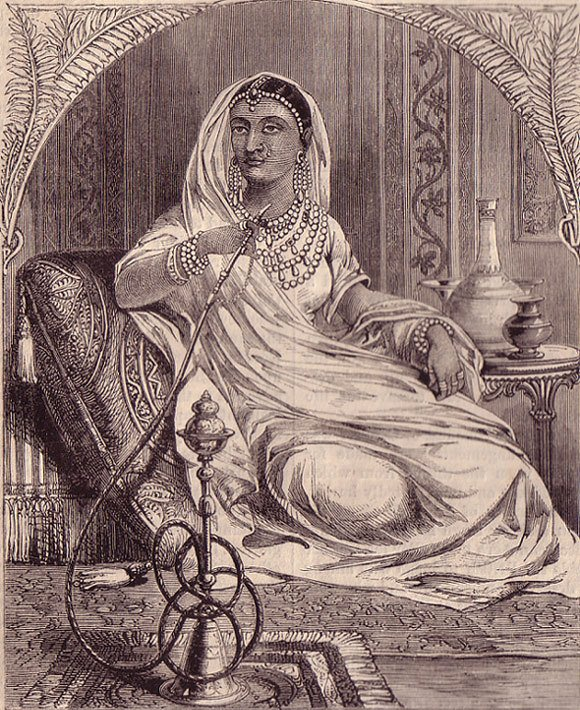
Rani Lakshmibai (1859)

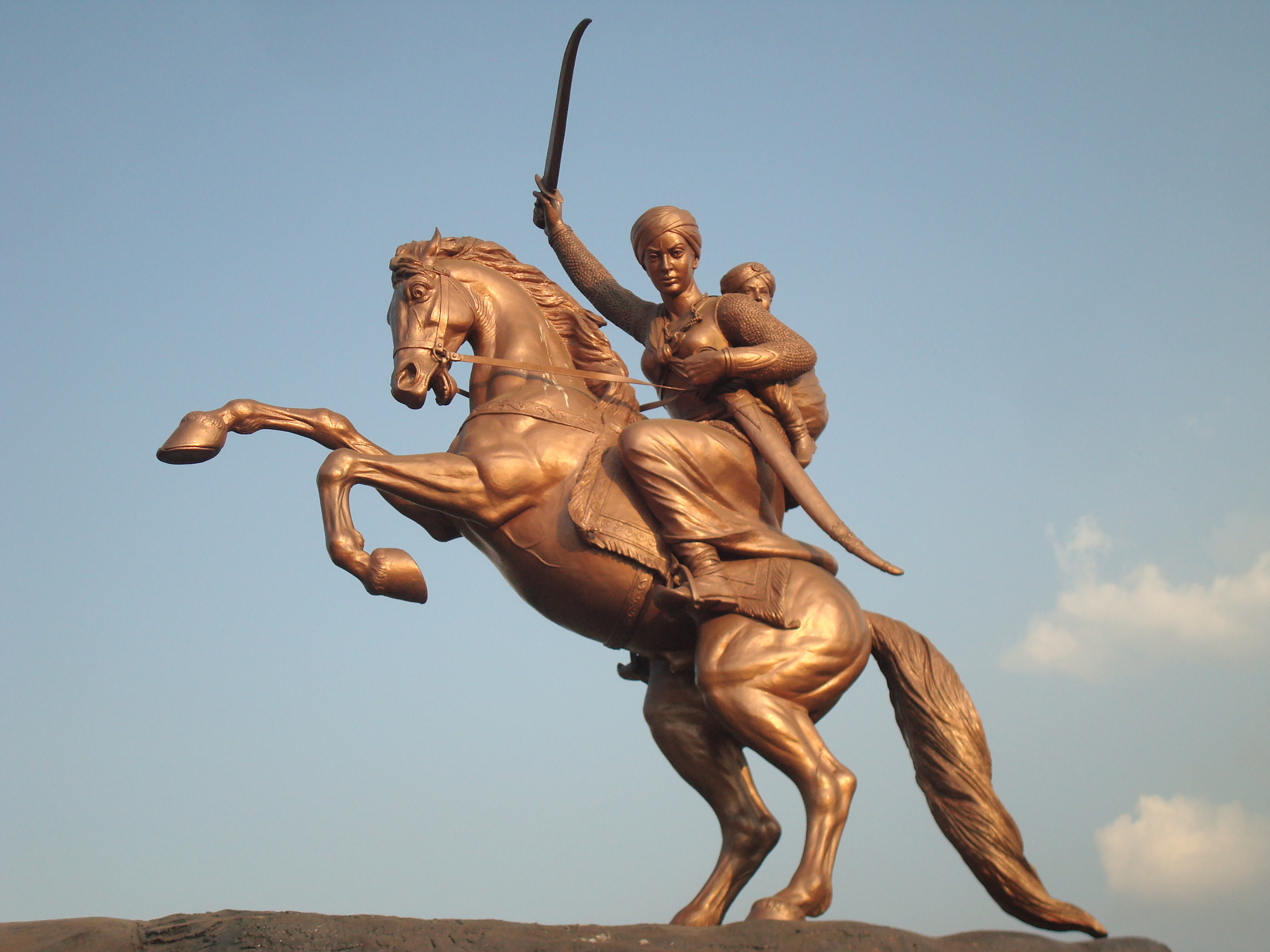
Statue von Rani Lakshmibai und Damodar Rao Zu Pferde in Solapur, Maharashtra

Lakshmibai (Hindi: लक्ष्मीबाई, Lakṣmībāī, ursprünglich Manikarnika मणिकर्णिका Maṇikarṇikā; * 1828 in Benares; † 17. Juni 1858 in Gwalior) war eine Rani von Jhansi und eine Führerin des großen indischen Aufstands von 1857.

## Leben
Mannikarnika war 1842 mit dem deutlich älteren Raja von Jhansi Gangadhar Rao verheiratet worden. Sie bekam den Namen Lakshmi Bai verliehen. Aus der Verbindung ging 1851 ein Sohn hervor, der jedoch kurz darauf starb. Noch vor seinem Tode, am 21. November 1853, adoptierte Gangadhar Rao einen fünf Jahre alten Verwandten, der ihm auf dem Thron nachfolgen sollte. Bis zu seiner Volljährigkeit sollte Lakshmi Bai für ihn die Regentschaft ausüben. Entsprechend der Doctrine of Lapse annektierte jedoch Lord Dalhousie, der britische Generalgouverneur von Indien, nach dem Tode des Raja dessen Staat. Die entthronte Rani durfte weiterhin im Palast residieren und erhielt eine großzügig bemessene Pension. Die Rani protestierte gegen diese Behandlung in London, ihrem Einspruch wurde jedoch nicht stattgegeben.
Als sich die vor Jhansi stationierten Sepoys im Juni 1857 dem großen Indischer Aufstand anschlossen, stellten sich die dort lebenden Europäer unter ihren Schutz. Die Rani konnte jedoch nicht verhindern, dass die meisten von ihnen durch aufständische indische Soldaten am 8. Juni ermordet wurden. In den folgenden Monaten drangen Truppen benachbarter Fürstenstaaten in ihr Gebiet ein. Nachdem ihre Appelle um britische Hilfe vergeblich geblieben waren, stellte sie eine Armee zusammen, die sie selbst führte. Sie war damit siegreich gegen den Fürsten von Orchha. Als im März 1858 britische Truppen unter General Rose auf Jhansi zumarschierten, um auch dort für die an Europäern und Eurasiern begangenen Massaker Rache zu nehmen, entschied sie sich, die Festung Jhansi an der Spitze der Aufständischen zu verteidigen. Nach der Eroberung der Festung durch die Briten konnte sie mit einem kleinen Gefolge entkommen. Sie schloss sich anderen Aufständischen an, wurde aber am 22. Mai bei Kalpi besiegt. Danach kämpfte sie mit Tantya Tope bei Gwalior.
Jhansi wurde am 3. April von den Briten eingenommen. Dabei kamen mehr als 3.000 Inder ums Leben. Bei den meisten der Opfer handelte es sich um unbewaffnete Zivilisten. Der Rani von Jhansi gelang es, gemeinsam mit ihrem Adoptivsohn und fünfzig Anhängern die Stadt zu verlassen, bevor die Briten sie festsetzen konnten. Am 22. Mai griffen britische Truppen die Festung Kalpi an. Die Rani von Jhansi führte persönlich den Gegenangriff indischer Truppen. Die indischen Truppen unterlagen auch in dieser Schlacht. Erneut gelang der Rani gemeinsam mit anderen Anführern des Aufstands wie Tantya Tope, dem Nawab von Banda und Rao Sahib, dem Neffen von Nana Sahib, die Flucht. In Gwalior konnten sie die dort stationierten indischen Truppen überreden, sich dem Aufstand anzuschließen. Der den Briten loyal gebliebene Maharath floh aus dem Distrikt. Sir Hugh Rose war mit seinen Truppen den Fliehenden gefolgt. Am 16. Juni erreichte er die Außenbezirke der Stadt Gwalior. Am 17. Juni kam die Rani von Jhansi bei einem Kavalleriegefecht ums Leben. Nach einem Augenzeugenbericht trug sie die Uniform eines Sowars und griff einen der britischen Reiter an. Dabei wurde sie selber vom Pferd geworfen und erlitt eine Verletzung, vermutlich durch einen Hieb des britischen Kavalleristen mit dem Säbel. Sie schoss noch mit einer Pistole auf ihren Angreifer. Dieser tötete sie jedoch mit einem Gewehrschuss. Sie fiel dort am 17. Juni 1858 in einer der letzten größeren militärischen Auseinandersetzungen des Aufstandes.

## Lakshmibai in der Kunst
- Sohrab Modis Historienfilm Die Maharani von Dschansi (Jhansi Ki Rani, Indien 1952) behandelt ihre Biographie. Die Titelrolle verkörperte die Schauspielerin Mehtab. Im Film The Rising – Aufstand der Helden erscheint Lakshmi Bai ebenfalls und wird von Varsha Usgaonkar dargestellt.
- Der Roman Flashman im großen Spiel von George MacDonald Fraser spielt teilweise in Jhansi zur Zeit des großen Aufstands und Lakshmi Bai spielt darin eine Hauptrolle.
- Im Roman Um die indische Kaiserkrone von Robert Kraft wird die Biografie der im Mittelpunkt stehenden „Begum“ um kolportagehafte Elemente erweitert.
- Im Film Die Kriegerkönigin von Jhansi (The Warrior Queen of Jhansi, 2019) wird die Geschichte von Lakshmibai erzählt, die für die Freiheit ihres Volkes lebte, kämpfte und starb.

## Ehrungen
Statuen von ihr stehen in Agra und Ahmedabad. Nach ihr sind benannt: die Lakshmibai National University of Physical Education in Gwalior, das Maharani Laxmi Bai Medical College in Jhansi und der Rani Jhansi Marine National Park (auf den Andamanen). Außerdem ist eine Frauen-Einheit der indischen Armee nach ihr benannt (das Rani Jhansi Regiment).
Sie wurde in Liedern und Gedichten erwähnt und 1957 wurden Briefmarken zu ihren Ehren herausgebracht.
Nach Lakshmibai ist eine der Kategorien des höchsten Staatspreises für Frauen Nari Shakti Puraskar benannt.